# Karusasaurus
Karusasaurus — рід ящірок родини поясохвостів (Cordylidae). Представники цього роду мешкають в Південно-Африканській Республіці і Намібії.

## Види
Рід Karusasaurus нараховує 2 види:
- Karusasaurus jordani (Parker, 1936)
- Karusasaurus polyzonus (A. Smith, 1838)

## Етимологія
Наукова назва роду Karusasaurus походить від сполучення слів койс. karusa — сухий, безплідний і дав.-гр. σαυρος — ящірка. 